# Sandro Bastioli

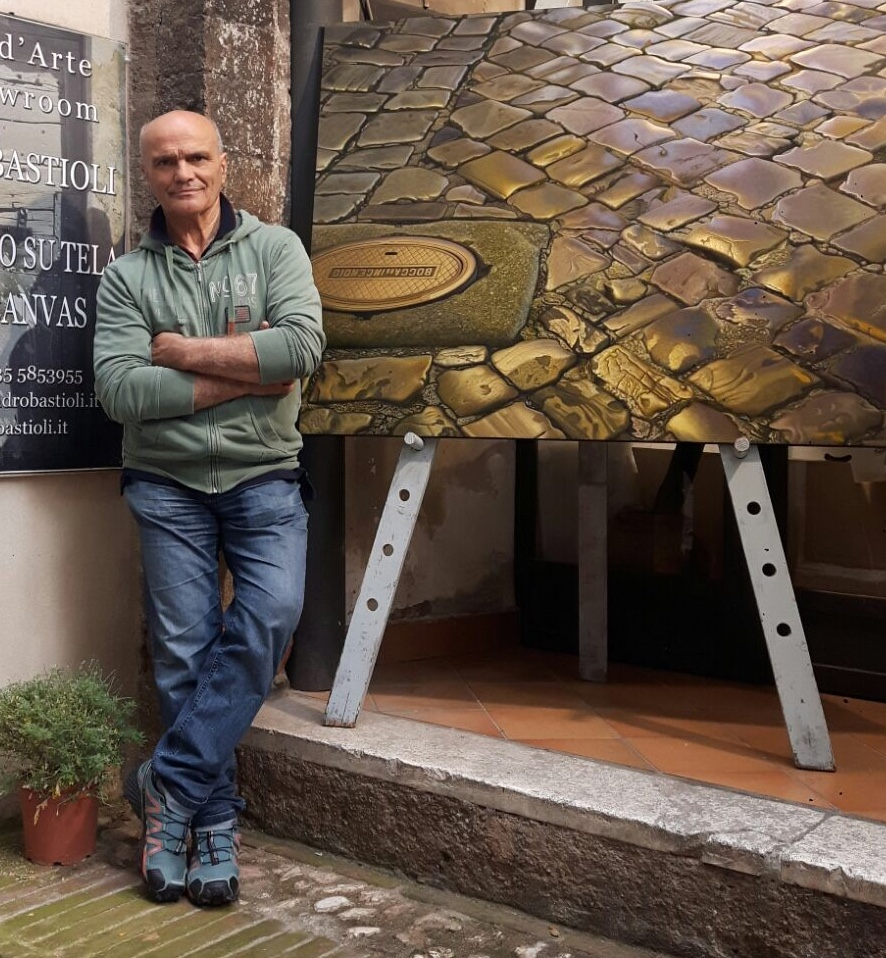
Sandro Bastioli nel suo studio d’arte a Spoleto in Via di Fontesecca.

Sandro Bastioli (Spoleto, 4 gennaio 1949) è un pittore italiano iperrealista.

## Biografia
Sandro Bastioli nasce a Spoleto il 4 gennaio del 1949.
Esponente dell’arte figurativa contemporanea il suo stile si colloca nel genere dell’iperrealismo.
Iniziò a esporre le sue opere nel 1977 in occasione del Festival dei Due Mondi di Spoleto e negli anni ha riscosso un buon successo nazionale e internazionale esponendo le sue opere in numerose città come: Torino, Milano, Lecce, Schwetzingen, Long Island, New York ecc.
Oltre le numerose partecipazioni alle rassegne nazionali e mostre collettive vanno ricordate: l'esposizione presso “La MaMa Experimental Theatre Club.” Nel 2000, dal 28 Settembre al 14 Ottobre, dove l'artista apre e inaugura la stagione culturale de Cafè La MaMa a New York nell’East Village sotto la guida di Ellen Stewart, fondatrice del movimento culturale dell’Off-Off-Broadway. Le personali del 2008, dal 2 Maggio al 27 Giugno, nel comune di Schwetzingen dal titolo "Le Pietre di Spoleto" e del 2009, dal 21 al 5 Aprile, nella galleria Tonne di Oslo in Norvegia.
Il 6 febbraio 2023 riceve al Campidoglio il titolo di Ambasciatore Doc Italy per l’Arte umbra. Premio, promosso dall’Associazione ANDI (Associazione Nazionale DOC Italy).

## Premi e riconoscimenti
- 2023 – Premio Ambasciatore Doc Italy per l’Arte umbra[2].